# Darrell Armstrong
Darrell Eugene Armstrong (nascut el 22 de juny de 1968 a Gastonia, Carolina del Nord) és un exjugador de basquetbol estatunidenc, que actualment fa d'entrenador assistent als Dallas Mavericks, equip amb el qual va guanyar el campionat de l'NBA de la temporada 2010-2011.

## Trajectòria esportiva

### Equips
- Pezoporikos (Xipre) (1993-1994)
- Coren Ourense (Espanya) (1994-1995)
- Orlando Magic (1995-2003)
- New Orleans Hornets (2003-2005)
- Dallas Mavericks (2005-2006)
- Indiana Pacers (2006-2007)
- New Jersey Nets (2007 -)

## Palmarès
- Millor sisè home de l'any el 1999
- Jugador més millorat el 1999